# ムルガーブ川
ムルガーブ川は中央アジアを流れる長さ850kmの川。
アフガニスタン中西部に発し、北西へムルガーブ郡へと流れ、トルクメニスタンのカラクム砂漠で消滅する。
流域面積は46,880km3と推計される。